# The Walking Dead: Invazia zombi
The Walking Dead: Invazia zombi este un serial de televiziune american post-apocaliptic horror produs de Frank Darabont pe baza seriei omonime de benzi desenate din 2003 The Walking Dead de Robert Kirkman, Tony Moore și Charlie Adlard. Serialul prezintă povestea unui mic grup de supraviețuitori conduși de ajutorul de șerif Rick Grimes (Andrew Lincoln). Premiera serialului a avut loc pe 31 octombrie 2010 pe canalul de televiziune prin cablu AMC din Statele Unite.

## Povestea
The Walking Dead prezintă povestea care are loc după o „invazie zombi”. Serialul urmărește un mic grup de supraviețuitori care traversează zona metropolitană Atlanta în căutarea unui nou cămin departe de hoardele de nemorți (sau umblători, așa cum sunt numiți de către supraviețuitori). Povestea este axată în principal pe elementul uman al unei lumi post-apocaliptice și modul în care luptă oamenii supraviețuitori. 
Grupul este condus de către Rick Grimes, care a fost ajutor de șerif într-un mic oraș din Georgia, înainte de apariția epidemiei care a transformat majoritatea oamenilor în zombi. Deoarece situația lor devine tot mai periculoasă, disperarea grupului de a supraviețui îi împinge la un pas de nebunie, totul în mijlocul unei lumi în care structurile societății globale s-au prăbușit.

## Distribuția

### Personaje principale
- Andrew Lincoln este Rick Grimes (sezonul 1–prezent)
- Jon Bernthal este Shane Walsh (sezonul 1–2)
- Sarah Wayne Callies este Lori Grimes (sezonul 1–3)
- Laurie Holden este Andreea
- Jeffrey DeMunn este Dale Horvath (sezonul 1–2)
- Steven Yeun este Glenn (sezonul 1–7)
- Chandler Riggs este Carl Grimes (sezonul 1–8)
- Norman Reedus este Daryl Dixon (sezonul 1–prezent)
- Melissa McBride este Carol Peletier (sezonul 1–prezent)
- Lauren Cohan este Maggie Greene (sezonul 2–prezent)
- Danai Gurira este Michonne (sezonul 3–prezent)
- Scott Wilson este Hershel Greene (sezonul 2–4)
- Michael Rooker este Merle Dixon (sezonul 1-3)
- David Morrissey este Philip Blake (sezonul 3-4)
- Jeffrey Dean Morgan  este Negan (sezonul 6-prezent)

## Prezentare generală a seriei
| Sezonul | Sezonul | Episoade | Episoade | Premiera TV       | Premiera TV       |
| Sezonul | Sezonul | Episoade | Episoade | Prima transmisie  | Ultima transmisie |
| ------- | ------- | -------- | -------- | ----------------- | ----------------- |
|         | 1       | 6        | 6        | 31 octombrie 2010 | 5 decembrie 2010  |
|         | 2       | 13       | 13       | 16 octombrie 2011 | 18 martie 2012    |
|         | 3       | 16       | 16       | 14 octombrie 2012 | 31 martie 2013    |
|         | 4       | 16       | 16       | 13 octombrie 2013 | 30 martie 2014    |
|         | 5       | 16       | 16       | 12 octombrie 2014 | 29 martie 2015    |
|         | 6       | 16       | 16       | 11 octombrie 2015 | 3 aprilie 2016    |
|         | 7       | 16       | 16       | 23 octombrie 2016 | 2 aprilie 2017    |
|         | 8       | 16       | 16       | 22 octombrie 2017 | 15 aprilie 2018   |
|         | 9       | 16       | 16       | 7 octombrie 2018  | 31 martie 2019    |
|         | 10      | 22       | 22       | 6 octombrie 2019  | 4 aprilie 2021    |
|         | 11      | 24       | 24       | 22 august 2021    | 2022              |

## Episoade

### Sezonul 1 (2010)
| Nr. în serial | Nr. în sezon | Titlu                  | Regizat de            | Scris de | Data difuzării    | U.S. telespectatori (milioane) |
| ------------- | ------------ | ---------------------- | --------------------- | --- | ----------------- | ------------------------------ |
| 1             | 1            | „Days Gone Bye”        | Frank Darabont        | Scenariu de: Frank Darabont                                                                                     | 31 octombrie 2010 | 5.35                           |
| 2             | 2            | „Guts”                 | Michelle MacLaren     | Frank Darabont                                                                                                  | 7 noiembrie 2010  | 4.71                           |
| 3             | 3            | „Tell It to the Frogs” | Gwyneth Horder-Payton | Poveste de: Charles H. Eglee & Jack LoGiudice Scenariu de: Charles H. Eglee & Jack LoGiudice and Frank Darabont | 14 noiembrie 2010 | 5.07                           |
| 4             | 4            | „Vatos”                | Johan Renck           | Robert Kirkman                                                                                                  | 21 noiembrie 2010 | 4.75                           |
| 5             | 5            | „Wildfire”             | Ernest Dickerson      | Glen Mazzara | 28 noiembrie 2010 | 5.56                           |
| 6             | 6            | „TS-19”                | Guy Ferland           | Adam Fierro and Frank Darabont                                                                                  | 5 decembrie 2010  | 5.97                           |

### Sezonul 2 (2011–12)
| Nr. în serial | Nr. în sezon | Titlu                      | Regizat de                             | Scris de                       | Data difuzării    | U.S. telespectatori (milioane) |
| ------------- | ------------ | -------------------------- | -------------------------------------- | ------------------------------ | ----------------- | ------------------------------ |
| 7             | 1            | „What Lies Ahead”          | Ernest Dickerson Gwyneth Horder-Payton | Ardeth Bey and Robert Kirkman  | 16 octombrie 2011 | 7.26                           |
| 8             | 2            | „Bloodletting”             | Ernest Dickerson                       | Glen Mazzara                   | 23 octombrie 2011 | 6.70                           |
| 9             | 3            | „Save the Last One”        | Phil Abraham                           | Scott M. Gimple                | 30 octombrie 2011 | 6.10                           |
| 10            | 4            | „Cherokee Rose”            | Billy Gierhart                         | Evan Reilly                    | 6 noiembrie 2011  | 6.29                           |
| 11            | 5            | „Chupacabra”               | Guy Ferland                            | David Leslie Johnson           | 13 noiembrie 2011 | 6.12                           |
| 12            | 6            | „Secrets”                  | David Boyd                             | Angela Kang                    | 20 noiembrie 2011 | 6.08                           |
| 13            | 7            | „Pretty Much Dead Already” | Michelle MacLaren                      | Scott M. Gimple                | 27 noiembrie 2011 | 6.62                           |
| 14            | 8            | „Nebraska”                 | Clark Johnson                          | Evan Reilly                    | 12 februarie 2012 | 8.10                           |
| 15            | 9            | „Triggerfinger”            | Billy Gierhart                         | David Leslie Johnson           | 19 februarie 2012 | 6.89                           |
| 16            | 10           | „18 Miles Out”             | Ernest Dickerson                       | Scott M. Gimple & Glen Mazzara | 26 februarie 2012 | 7.04                           |
| 17            | 11           | „Judge, Jury, Executioner” | Greg Nicotero                          | Angela Kang                    | 4 martie 2012     | 6.77                           |
| 18            | 12           | „Better Angels”            | Guy Ferland                            | Evan Reilly & Glen Mazzara     | 11 martie 2012    | 6.89                           |
| 19            | 13           | „Beside the Dying Fire”    | Ernest Dickerson                       | Robert Kirkman & Glen Mazzara  | 18 martie 2012    | 8.99                           |

### Sezonul 3 (2012–13)
| Nr. în serial | Nr. în sezon | Titlu                         | Regizat de          | Scris de                   | Data difuzării    | U.S. telespectatori (milioane) |
| ------------- | ------------ | ----------------------------- | ------------------- | -------------------------- | ----------------- | ------------------------------ |
| 20            | 1            | „Seed”                        | Ernest Dickerson    | Glen Mazzara               | 14 octombrie 2012 | 10.87                          |
| 21            | 2            | „Sick”                        | Billy Gierhart      | Nichole Beattie            | 21 octombrie 2012 | 9.55                           |
| 22            | 3            | „Walk with Me”                | Guy Ferland         | Evan Reilly                | 28 octombrie 2012 | 10.51                          |
| 23            | 4            | „Killer Within”               | Guy Ferland         | Sang Kyu Kim               | 4 noiembrie 2012  | 9.27                           |
| 24            | 5            | „Say the Word”                | Greg Nicotero       | Angela Kang                | 11 noiembrie 2012 | 10.37                          |
| 25            | 6            | „Hounded”                     | Dan Attias          | Scott M. Gimple            | 18 noiembrie 2012 | 9.21                           |
| 26            | 7            | „When the Dead Come Knocking” | Dan Sackheim        | Frank Renzulli             | 25 noiembrie 2012 | 10.43                          |
| 27            | 8            | „Made to Suffer”              | Billy Gierhart      | Robert Kirkman             | 2 decembrie 2012  | 10.48                          |
| 28            | 9            | „The Suicide King”            | Lesli Linka Glatter | Evan Reilly                | 10 februarie 2013 | 12.26                          |
| 29            | 10           | „Home”                        | Seith Mann          | Nichole Beattie            | 17 februarie 2013 | 11.05                          |
| 30            | 11           | „I Ain't a Judas”             | Greg Nicotero       | Angela Kang                | 24 februarie 2013 | 11.01                          |
| 31            | 12           | „Clear”                       | Tricia Brock        | Scott M. Gimple            | 3 martie 2013     | 11.30                          |
| 32            | 13           | „Arrow on the Doorpost”       | David Boyd          | Ryan C. Coleman            | 10 martie 2013    | 11.46                          |
| 33            | 14           | „Prey”                        | Stefan Schwartz     | Glen Mazzara & Evan Reilly | 17 martie 2013    | 10.84                          |
| 34            | 15           | „This Sorrowful Life”         | Greg Nicotero       | Scott M. Gimple            | 24 martie 2013    | 10.99                          |
| 35            | 16           | „Welcome to the Tombs”        | Ernest Dickerson    | Glen Mazzara               | 31 martie 2013    | 12.42                          |

## Episodes
| Nr. în serial | Nr. în sezon | Titlu                         | Regizat de            | Scris de                          | Data difuzării    | U.S. telespectatori (milioane) |
| ------------- | ------------ | ----------------------------- | --------------------- | --------------------------------- | ----------------- | ------------------------------ |
| 36            | 1            | „30 Days Without an Accident” | Greg Nicotero         | Scott M. Gimple                   | 13 octombrie 2013 | 16.11                          |
| 37            | 2            | „Infected”                    | Guy Ferland           | Angela Kang                       | 20 octombrie 2013 | 13.95                          |
| 38            | 3            | „Isolation”                   | Dan Sackheim          | Robert Kirkman                    | 27 octombrie 2013 | 12.92                          |
| 39            | 4            | „Indifference”                | Tricia Brock          | Matthew Negrete                   | 3 noiembrie 2013  | 13.31                          |
| 40            | 5            | „Internment”                  | David Boyd            | Channing Powell                   | 10 noiembrie 2013 | 12.20                          |
| 41            | 6            | „Live Bait”                   | Michael Uppendahl     | Nichole Beattie                   | 17 noiembrie 2013 | 12.00                          |
| 42            | 7            | „Dead Weight”                 | Jeremy Podeswa        | Curtis Gwinn                      | 24 noiembrie 2013 | 11.29                          |
| 43            | 8            | „Too Far Gone”                | Ernest Dickerson      | Seth Hoffman                      | 1 decembrie 2013  | 12.05                          |
| 44            | 9            | „After”                       | Greg Nicotero         | Robert Kirkman                    | 9 februarie 2014  | 15.76                          |
| 45            | 10           | „Inmates”                     | Tricia Brock          | Matthew Negrete & Channing Powell | 16 februarie 2014 | 13.34                          |
| 46            | 11           | „Claimed”                     | Seith Mann            | Nichole Beattie & Seth Hoffman    | 23 februarie 2014 | 13.12                          |
| 47            | 12           | „Still”                       | Julius Ramsay         | Angela Kang                       | 2 martie 2014     | 12.61                          |
| 48            | 13           | „Alone”                       | Ernest Dickerson      | Curtis Gwinn                      | 9 martie 2014     | 12.65                          |
| 49            | 14           | „The Grove”                   | Michael E. Satrazemis | Scott M. Gimple                   | 16 martie 2014    | 12.87                          |
| 50            | 15           | „Us”                          | Greg Nicotero         | Nichole Beattie & Seth Hoffman    | 23 martie 2014    | 13.47                          |
| 51            | 16           | „A”                           | Michelle MacLaren     | Scott M. Gimple & Angela Kang     | 30 martie 2014    | 15.68                          |

### Sezonul 5 (2014–15)
| Nr. în serial | Nr. în sezon | Titlu                               | Regizat de            | Scris de                          | Data difuzării    | U.S. telespectatori (milioane) |
| ------------- | ------------ | ----------------------------------- | --------------------- | --------------------------------- | ----------------- | ------------------------------ |
| 52            | 1            | „No Sanctuary”                      | Greg Nicotero         | Scott M. Gimple                   | 12 octombrie 2014 | 17.29                          |
| 53            | 2            | „Strangers”                         | David Boyd            | Robert Kirkman                    | 19 octombrie 2014 | 15.14                          |
| 54            | 3            | „Four Walls and a Roof”             | Jeffrey F. January    | Angela Kang & Corey Reed          | 26 octombrie 2014 | 13.80                          |
| 55            | 4            | „Slabtown”                          | Michael E. Satrazemis | Matthew Negrete & Channing Powell | 2 noiembrie 2014  | 14.52                          |
| 56            | 5            | „Self Help”                         | Ernest Dickerson      | Heather Bellson & Seth Hoffman    | 9 noiembrie 2014  | 13.53                          |
| 57            | 6            | „Consumed”                          | Seith Mann            | Matthew Negrete & Corey Reed      | 16 noiembrie 2014 | 14.07                          |
| 58            | 7            | „Crossed”                           | Billy Gierhart        | Seth Hoffman                      | 23 noiembrie 2014 | 13.33                          |
| 59            | 8            | „Coda”                              | Ernest Dickerson      | Angela Kang                       | 30 noiembrie 2014 | 14.81                          |
| 60            | 9            | „What Happened and What's Going On” | Greg Nicotero         | Scott M. Gimple                   | 8 februarie 2015  | 15.64                          |
| 61            | 10           | „Them”                              | Julius Ramsay         | Heather Bellson                   | 15 februarie 2015 | 12.27                          |
| 62            | 11           | „The Distance”                      | Larysa Kondracki      | Seth Hoffman                      | 22 februarie 2015 | 13.44                          |
| 63            | 12           | „Remember”                          | Greg Nicotero         | Channing Powell                   | 1 martie 2015     | 14.43                          |
| 64            | 13           | „Forget”                            | David Boyd            | Corey Reed                        | 8 martie 2015     | 14.53                          |
| 65            | 14           | „Spend”                             | Jennifer Lynch        | Matthew Negrete                   | 15 martie 2015    | 13.78                          |
| 66            | 15           | „Try”                               | Michael E. Satrazemis | Angela Kang                       | 22 martie 2015    | 13.76                          |
| 67            | 16           | „Conquer”                           | Greg Nicotero         | Scott M. Gimple & Seth Hoffman    | 29 martie 2015    | 15.78                          |

### Sezonul 6 (2015–16)
| Nr. în serial | Nr. în sezon | Titlu                | Regizat de            | Scris de                                                                   | Data difuzării    | U.S. telespectatori (milioane) |
| ------------- | ------------ | -------------------- | --------------------- | -------------------------------------------------------------------------- | ----------------- | ------------------------------ |
| 68            | 1            | „First Time Again”   | Greg Nicotero         | Scott M. Gimple & Matthew Negrete                                          | 11 octombrie 2015 | 14.63                          |
| 69            | 2            | „JSS”                | Jennifer Lynch        | Seth Hoffman                                                               | 18 octombrie 2015 | 12.18                          |
| 70            | 3            | „Thank You”          | Michael Slovis        | Angela Kang                                                                | 25 octombrie 2015 | 13.14                          |
| 71            | 4            | „Here's Not Here”    | Stephen Williams      | Scott M. Gimple                                                            | 1 noiembrie 2015  | 13.34                          |
| 72            | 5            | „Now”                | Avi Youabian          | Corey Reed                                                                 | 8 noiembrie 2015  | 12.44                          |
| 73            | 6            | „Always Accountable” | Jeffrey F. January    | Heather Bellson                                                            | 15 noiembrie 2015 | 12.87                          |
| 74            | 7            | „Heads Up”           | David Boyd            | Channing Powell                                                            | 22 noiembrie 2015 | 13.22                          |
| 75            | 8            | „Start to Finish”    | Michael E. Satrazemis | Matthew Negrete                                                            | 29 noiembrie 2015 | 13.98                          |
| 76            | 9            | „No Way Out”         | Greg Nicotero         | Seth Hoffman                                                               | 14 februarie 2016 | 13.74                          |
| 77            | 10           | „The Next World”     | Kari Skogland         | Angela Kang & Corey Reed                                                   | 21 februarie 2016 | 13.48                          |
| 78            | 11           | „Knots Untie”        | Michael E. Satrazemis | Matthew Negrete & Channing Powell                                          | 28 februarie 2016 | 12.79                          |
| 79            | 12           | „Not Tomorrow Yet”   | Greg Nicotero         | Seth Hoffman                                                               | 6 martie 2016     | 12.82                          |
| 80            | 13           | „The Same Boat”      | Billy Gierhart        | Angela Kang                                                                | 13 martie 2016    | 12.53                          |
| 81            | 14           | „Twice as Far”       | Alrick Riley          | Matthew Negrete                                                            | 20 martie 2016    | 12.69                          |
| 82            | 15           | „East”               | Michael E. Satrazemis | Poveste de: Scott M. Gimple & Channing Powell Scenariu de: Channing Powell | 27 martie 2016    | 12.38                          |
| 83            | 16           | „Last Day on Earth”  | Greg Nicotero         | Scott M. Gimple & Matthew Negrete                                          | 3 aprilie 2016    | 14.19                          |

### Sezonul 7 (2016–17)
| Nr. în serial | Nr. în sezon | Titlu                                    | Regizat de            | Scris de                                        | Data difuzării    | U.S. telespectatori (milioane) |
| ------------- | ------------ | ---------------------------------------- | --------------------- | ----------------------------------------------- | ----------------- | ------------------------------ |
| 84            | 1            | „The Day Will Come When You Won't Be”    | Greg Nicotero         | Scott M. Gimple                                 | 23 octombrie 2016 | 17.03                          |
| 85            | 2            | „The Well”                               | Greg Nicotero         | Matthew Negrete                                 | 30 octombrie 2016 | 12.46                          |
| 86            | 3            | „The Cell”                               | Alrick Riley          | Angela Kang                                     | 6 noiembrie 2016  | 11.72                          |
| 87            | 4            | „Service”                                | David Boyd            | Corey Reed                                      | 13 noiembrie 2016 | 11.40                          |
| 88            | 5            | „Go Getters”                             | Darnell Martin        | Channing Powell                                 | 20 noiembrie 2016 | 11.00                          |
| 89            | 6            | „Swear”                                  | Michael E. Satrazemis | David Leslie Johnson                            | 27 noiembrie 2016 | 10.40                          |
| 90            | 7            | „Sing Me a Song”                         | Rosemary Rodriguez    | Angela Kang & Corey Reed                        | 4 decembrie 2016  | 10.48                          |
| 91            | 8            | „Hearts Still Beating”                   | Michael E. Satrazemis | Matthew Negrete & Channing Powell               | 11 decembrie 2016 | 10.58                          |
| 92            | 9            | „Rock in the Road”                       | Greg Nicotero         | Angela Kang                                     | 12 februarie 2017 | 12.00                          |
| 93            | 10           | „New Best Friends”                       | Jeffrey F. January    | Channing Powell                                 | 19 februarie 2017 | 11.08                          |
| 94            | 11           | „Hostiles and Calamities”                | Kari Skogland         | David Leslie Johnson                            | 26 februarie 2017 | 10.42                          |
| 95            | 12           | „Say Yes”                                | Greg Nicotero         | Matthew Negrete                                 | 5 martie 2017     | 10.16                          |
| 96            | 13           | „Bury Me Here”                           | Alrick Riley          | Scott M. Gimple                                 | 12 martie 2017    | 10.68                          |
| 97            | 14           | „The Other Side”                         | Michael E. Satrazemis | Angela Kang                                     | 19 martie 2017    | 10.32                          |
| 98            | 15           | „Something They Need”                    | Michael Slovis        | Corey Reed                                      | 26 martie 2017    | 10.54                          |
| 99            | 16           | „The First Day of the Rest of Your Life” | Greg Nicotero         | Scott M. Gimple & Angela Kang & Matthew Negrete | 2 aprilie 2017    | 11.31                          |

## Episodes
| Nr. în serial | Nr. în sezon | Titlu                           | Regizat de            | Scris de | Data difuzării    | U.S. telespectatori (milioane) |
| ------------- | ------------ | ------------------------------- | --------------------- | --- | ----------------- | ------------------------------ |
| 100           | 1            | „Mercy”                         | Greg Nicotero         | Scott M. Gimple | 22 octombrie 2017 | 11.44                          |
| 101           | 2            | „The Damned”                    | Rosemary Rodriguez    | Matthew Negrete & Channing Powell | 29 octombrie 2017 | 8.92                           |
| 102           | 3            | „Monsters”                      | Greg Nicotero         | Matthew Negrete & Channing Powell | 5 noiembrie 2017  | 8.52                           |
| 103           | 4            | „Some Guy”                      | Dan Liu               | David Leslie Johnson-McGoldrick | 12 noiembrie 2017 | 8.69                           |
| 104           | 5            | „The Big Scary U”               | Michael E. Satrazemis | Poveste de: Scott M. Gimple & David Leslie Johnson-McGoldrick & Angela Kang Scenariu de: David Leslie Johnson-McGoldrick & Angela Kang | 19 noiembrie 2017 | 7.85                           |
| 105           | 6            | „The King, the Widow, and Rick” | John Polson           | Angela Kang & Corey Reed | 26 noiembrie 2017 | 8.28                           |
| 106           | 7            | „Time for After”                | Larry Teng            | Matthew Negrete & Corey Reed | 3 decembrie 2017  | 7.47                           |
| 107           | 8            | „How It's Gotta Be”             | Michael E. Satrazemis | David Leslie Johnson-McGoldrick & Angela Kang                                                                                          | 10 decembrie 2017 | 7.89                           |
| 108           | 9            | „Honor”                         | Greg Nicotero         | Matthew Negrete & Channing Powell | 25 februarie 2018 | 8.28                           |
| 109           | 10           | „The Lost and the Plunderers”   | David Boyd            | Angela Kang & Channing Powell & Corey Reed                                                                                             | 4 martie 2018     | 6.82                           |
| 110           | 11           | „Dead or Alive Or”              | Michael E. Satrazemis | Eddie Guzelian | 11 martie 2018    | 6.60                           |
| 111           | 12           | „The Key”                       | Greg Nicotero         | Corey Reed & Channing Powell | 18 martie 2018    | 6.66                           |
| 112           | 13           | „Do Not Send Us Astray”         | Jeffrey F. January    | Angela Kang & Matthew Negrete | 25 martie 2018    | 6.77                           |
| 113           | 14           | „Still Gotta Mean Something”    | Michael E. Satrazemis | Eddie Guzelian | 1 aprilie 2018    | 6.30                           |
| 114           | 15           | „Worth”                         | Michael Slovis        | David Leslie Johnson-McGoldrick & Corey Reed                                                                                           | 8 aprilie 2018    | 6.67                           |
| 115           | 16           | „Wrath”                         | Greg Nicotero         | Scott M. Gimple & Angela Kang & Matthew Negrete                                                                                        | 15 aprilie 2018   | 7.92                           |

### Sezonul 9 (2018–19)
| Nr. în serial | Nr. în sezon | Titlu              | Regizat de               | Scris de                                                                   | Data difuzării    | U.S. telespectatori (milioane) |
| ------------- | ------------ | ------------------ | ------------------------ | -------------------------------------------------------------------------- | ----------------- | ------------------------------ |
| 116           | 1            | „A New Beginning”  | Greg Nicotero            | Angela Kang                                                                | 7 octombrie 2018  | 6.08                           |
| 117           | 2            | „The Bridge”       | Daisy von Scherler Mayer | David Leslie Johnson-McGoldrick                                            | 14 octombrie 2018 | 4.95                           |
| 118           | 3            | „Warning Signs”    | Dan Liu                  | Corey Reed                                                                 | 21 octombrie 2018 | 5.04                           |
| 119           | 4            | „The Obliged”      | Rosemary Rodriguez       | Geraldine Inoa                                                             | 28 octombrie 2018 | 5.10                           |
| 120           | 5            | „What Comes After” | Greg Nicotero            | Poveste de: Scott M. Gimple & Matthew Negrete Scenariu de: Matthew Negrete | 4 noiembrie 2018  | 5.41                           |
| 121           | 6            | „Who Are You Now?” | Larry Teng               | Eddie Guzelian                                                             | 11 noiembrie 2018 | 5.40                           |
| 122           | 7            | „Stradivarius”     | Michael Cudlitz          | Vivian Tse                                                                 | 18 noiembrie 2018 | 4.79                           |
| 123           | 8            | „Evolution”        | Michael E. Satrazemis    | David Leslie Johnson-McGoldrick                                            | 25 noiembrie 2018 | 5.09                           |
| 124           | 9            | „Adaptation”       | Greg Nicotero            | Corey Reed                                                                 | 10 februarie 2019 | 5.16                           |
| 125           | 10           | „Omega”            | David Boyd               | Channing Powell                                                            | 17 februarie 2019 | 4.54                           |
| 126           | 11           | „Bounty”           | Meera Menon              | Matthew Negrete                                                            | 24 februarie 2019 | 4.39                           |
| 127           | 12           | „Guardians”        | Michael E. Satrazemis    | LaToya Morgan                                                              | 3 martie 2019     | 4.71                           |
| 128           | 13           | „Chokepoint”       | Liesl Tommy              | Eddie Guzelian & David Leslie Johnson-McGoldrick                           | 10 martie 2019    | 4.83                           |
| 129           | 14           | „Scars”            | Millicent Shelton        | Corey Reed & Vivian Tse                                                    | 17 martie 2019    | 4.57                           |
| 130           | 15           | „The Calm Before”  | Laura Belsey             | Geraldine Inoa & Channing Powell                                           | 24 martie 2019    | 4.15                           |
| 131           | 16           | „The Storm”        | Greg Nicotero            | Angela Kang & Matthew Negrete                                              | 31 martie 2019    | 5.02                           |

### Sezonul 10 (2019–21)
| Nr. în serial | Nr. în sezon | Titlu                         | Regizat de               | Scris de                                                                | Data difuzării    | U.S. telespectatori (milioane) |
| ------------- | ------------ | ----------------------------- | ------------------------ | ----------------------------------------------------------------------- | ----------------- | ------------------------------ |
| 132           | 1            | „Lines We Cross”              | Greg Nicotero            | Angela Kang                                                             | 6 octombrie 2019  | 4.00                           |
| 133           | 2            | „We Are the End of the World” | Greg Nicotero            | Nicole Mirante-Matthews                                                 | 13 octombrie 2019 | 3.47                           |
| 134           | 3            | „Ghosts”                      | David Boyd               | Jim Barnes                                                              | 20 octombrie 2019 | 3.48                           |
| 135           | 4            | „Silence the Whisperers”      | Michael Cudlitz          | Geraldine Inoa                                                          | 27 octombrie 2019 | 3.31                           |
| 136           | 5            | „What It Always Is”           | Laura Belsey             | Eli Jorné                                                               | 3 noiembrie 2019  | 3.09                           |
| 137           | 6            | „Bonds”                       | Dan Liu                  | Kevin Deiboldt                                                          | 10 noiembrie 2019 | 3.21                           |
| 138           | 7            | „Open Your Eyes”              | Michael Cudlitz          | Corey Reed                                                              | 17 noiembrie 2019 | 3.31                           |
| 139           | 8            | „The World Before”            | John Dahl                | Julia Ruchman                                                           | 24 noiembrie 2019 | 3.21                           |
| 140           | 9            | „Squeeze”                     | Michael E. Satrazemis    | David Leslie Johnson-McGoldrick                                         | 23 februarie 2020 | 3.52                           |
| 141           | 10           | „Stalker”                     | Bronwen Hughes           | Jim Barnes                                                              | 1 martie 2020     | 3.16                           |
| 142           | 11           | „Morning Star”                | Michael E. Satrazemis    | Julia Ruchman & Vivian Tse                                              | 8 martie 2020     | 2.93                           |
| 143           | 12           | „Walk with Us”                | Greg Nicotero            | Eli Jorné & Nicole Mirante-Matthews                                     | 15 martie 2020    | 3.49                           |
| 144           | 13           | „What We Become”              | Sharat Raju              | Vivian Tse                                                              | 22 martie 2020    | 3.66                           |
| 145           | 14           | „Look at the Flowers”         | Daisy von Scherler Mayer | Channing Powell                                                         | 29 martie 2020    | 3.26                           |
| 146           | 15           | „The Tower”                   | Laura Belsey             | Kevin Deiboldt & Julia Ruchman                                          | 5 aprilie 2020    | 3.49                           |
| 147           | 16           | „A Certain Doom”              | Greg Nicotero            | Poveste de: Jim Barnes & Eli Jorné & Corey Reed Scenariu de: Corey Reed | 4 octombrie 2020  | 2.73                           |
| 148           | 17           | „Home Sweet Home”             | David Boyd               | Kevin Deiboldt & Corey Reed                                             | 28 februarie 2021 | 2.89                           |
| 149           | 18           | „Find Me”                     | David Boyd               | Nicole Mirante-Matthews                                                 | 7 martie 2021     | 2.26                           |
| 150           | 19           | „One More”                    | Laura Belsey             | Erik Mountain & Jim Barnes                                              | 14 martie 2021    | 2.17                           |
| 151           | 20           | „Splinter”                    | Laura Belsey             | Julia Ruchman & Vivian Tse                                              | 21 martie 2021    | 2.11                           |
| 152           | 21           | „Diverged”                    | David Boyd               | Heather Bellson                                                         | 28 martie 2021    | 1.94                           |
| 153           | 22           | „Here's Negan”                | Laura Belsey             | David Leslie Johnson-McGoldrick                                         | 4 aprilie 2021    | 2.12                           |

### Sezonul 11 (2021)
| Nr. în serial | Nr. în sezon | Titlu              | Regizat de    | Scris de                 | Data difuzării     | U.S. telespectatori (milioane) |
| ------------- | ------------ | ------------------ | ------------- | ------------------------ | ------------------ | ------------------------------ |
| 154           | 1            | „Acheron: Part I”  | Kevin Dowling | Angela Kang & Jim Barnes | 22 august 2021     | 2.22                           |
| 155           | 2            | „Acheron: Part II” | Kevin Dowling | Angela Kang & Jim Barnes | 29 august 2021     |                                |
| 156           | 3            | „Hunted”           |               |                          | 5 septembrie 2021  |                                |
| 157           | 4            | „Rendition”        |               |                          | 12 septembrie 2021 |                                |
| 158           | 5            | „Out of the Ashes” |               |                          | 19 septembrie 2021 |                                |
| 159           | 6            | „On the Inside”    |               |                          | 26 septembrie 2021 |                                |
| 160           | 7            | „Promises Broken”  |               |                          | 3 octombrie 2021   |                                |
| 161           | 8            | „For Blood”        | Sharat Raju   | Erik Mountain            | 10 octombrie 2021  |                                |

## Episoade speciale
Un episod special „The Journey So Far” a fost difuzat pe 16 octombrie 2016, ca o recapitulare a primelor șase sezoane din „The Walking Dead”, cu interviuri cu distribuția și producătorii. A fost urmărit de 2,18 milioane de telespectatori.

## Webisoade

### Torn Apart(2011)
Înainte de începutul sezonului 2, o serie web cu șase episoade numită Torn Apart a avut premiera pe 3 octombrie 2011, pe site-ul oficial al AMC. Seria web este regizată de artistul de machiaj și producător co-executiv de efecte speciale Greg Nicotero și spune povestea originară a lui Hannah, cunoscută și sub numele de "Bicycle Girl", zombiul pe care  Rick Grimes l-a ucis din milă și a cărui bicicletă a luat-o în primul episod din serialul TV.
| Nr. | Titlu               | Regizat de    | Scris de                                                             | Data lansării    | Running time |
| --- | ------------------- | ------------- | -------------------------------------------------------------------- | ---------------- | ------------ |
| 1   | „A New Day”         | Greg Nicotero | Poveste de: John Esposito & Greg Nicotero Scenariu de: John Esposito | 3 octombrie 2011 | 2:37         |
| 2   | „Family Matters”    | Greg Nicotero | Poveste de: John Esposito & Greg Nicotero Scenariu de: John Esposito | 3 octombrie 2011 | 2:20         |
| 3   | „Domestic Violence” | Greg Nicotero | Poveste de: John Esposito & Greg Nicotero Scenariu de: John Esposito | 3 octombrie 2011 | 3:10         |
| 4   | „Neighborly Advice” | Greg Nicotero | Poveste de: John Esposito & Greg Nicotero Scenariu de: John Esposito | 3 octombrie 2011 | 4:00         |
| 5   | „Step-Mother”       | Greg Nicotero | Poveste de: John Esposito & Greg Nicotero Scenariu de: John Esposito | 3 octombrie 2011 | 2:22         |
| 6   | „Everything Dies”   | Greg Nicotero | Poveste de: John Esposito & Greg Nicotero Scenariu de: John Esposito | 3 octombrie 2011 | 5:06         |

### Cold Storage(2012)
O serie web cu patru episoade intitulată Cold Storage a fost lansată pe 1 octombrie 2012. Amplasat în timpul apocalipsei zombie, Cold Storage urmărește povestea lui Chase în timp ce caută adăpost într-un depozit sub comanda lui B.J., un fost angajat rău intenționat care ascunde un secret foarte întunecat. Depozitul unde se adăpostește Chase, a fost a lui Rick Grimes.
| Nr. | Titlu                 | Regizat de    | Scris de      | Data lansării    | Running time |
| --- | --------------------- | ------------- | ------------- | ---------------- | ------------ |
| 1   | „Hide and Seek”       | Greg Nicotero | John Esposito | 1 octombrie 2012 | 4:29         |
| 2   | „Keys to the Kingdom” | Greg Nicotero | John Esposito | 1 octombrie 2012 | 4:57         |
| 3   | „The Chosen Ones”     | Greg Nicotero | John Esposito | 1 octombrie 2012 | 5:38         |
| 4   | „Parting Shots”       | Greg Nicotero | John Esposito | 1 octombrie 2012 | 9:04         |

### The Oath(2013)
O serie în trei părți, intitulată The Oath, a fost lansată pe 1 octombrie 2013. Această serie spune originea desenului "Don't Open, Dead Inside" de pe ușile cafenelei spitalului unde Rick Grimes se trezește. Îi urmărește pe Paul și Karina în timp ce fug din tabăra lor distrusă de zombii, în căutarea unui spital. Tema centrală a seriei examinează voința de a persevera în fața morții inevitabile.
| Nr. | Titlu    | Regizat de    | Scris de                                             | Data lansării    | Running time |
| --- | -------- | ------------- | ---------------------------------------------------- | ---------------- | ------------ |
| 1   | „Alone”  | Greg Nicotero | Poveste de: Greg Nicotero Scenariu de: Luke Passmore | 1 octombrie 2013 | 8:14         |
| 2   | „Choice” | Greg Nicotero | Poveste de: Greg Nicotero Scenariu de: Luke Passmore | 1 octombrie 2013 | 7:26         |
| 3   | „Bond”   | Greg Nicotero | Poveste de: Greg Nicotero Scenariu de: Luke Passmore | 1 octombrie 2013 | 10:38        |

### Red Machete(2017–18)
O serie din șase părți intitulată Red Machete a avut premiera pentru prima dată pe 22 octombrie 2017. Seria web povestește originea la Red Machete a lui Rick Grimes. În serie au jucat actorii Jose Rosete, Anais Lilit, Sofia Esmaili, și Jeff Kober, reluându-și rolul de Joe, liderul Claimers din cel de-al patrulea sezon al The Walking Dead.
| Nr. | Titlu               | Regizat de   | Scris de        | Data lansării     | Running time |
| --- | ------------------- | ------------ | --------------- | ----------------- | ------------ |
| 1   | „Behind Us”         | Avi Youabian | Nick Bernardone | 22 octombrie 2017 | 2:23         |
| 2   | „Sorrowful”         | Avi Youabian | Nick Bernardone | 19 noiembrie 2017 | 3:04         |
| 3   | „Made to Suffer”    | Avi Youabian | Nick Bernardone | 10 decembrie 2017 | 1:53         |
| 4   | „What We Become”    | Avi Youabian | Nick Bernardone | 25 februarie 2018 | 3:33         |
| 5   | „Gone”              | Avi Youabian | Nick Bernardone | 20 martie 2018    | 2:01         |
| 6   | „We Find Ourselves” | Avi Youabian | Nick Bernardone | 9 aprilie 2018    | 2:57         |